# Scrophularia bheriensis
Scrophularia bheriensis är en flenörtsväxtart som beskrevs av Yamazaki. Scrophularia bheriensis ingår i släktet flenörter, och familjen flenörtsväxter. Inga underarter finns listade i Catalogue of Life.